# U-604 (tàu ngầm Đức)
U-604 là một tàu ngầm tấn công  Lớp Type VII thuộc phân lớp Type VIIC được Hải quân Đức Quốc Xã chế tạo trong Chiến tranh Thế giới thứ hai. Nhập biên chế năm 1942, nó đã thực hiện được sáu chuyến tuần tra và đánh chìm được sáu tàu buôn với tổng tải trọng 39.891 GRT. Trong chuyến tuần tra cuối cùng tại vùng biển Nam Đại Tây Dương, U-604 bị hư hại nặng do trúng mìn sâu từ máy bay ném bom của Hải quân Hoa Kỳ đến mức nó phải tự đánh đắm vào ngày 11 tháng 8, 1943.

## Thiết kế và chế tạo

### Thiết kế

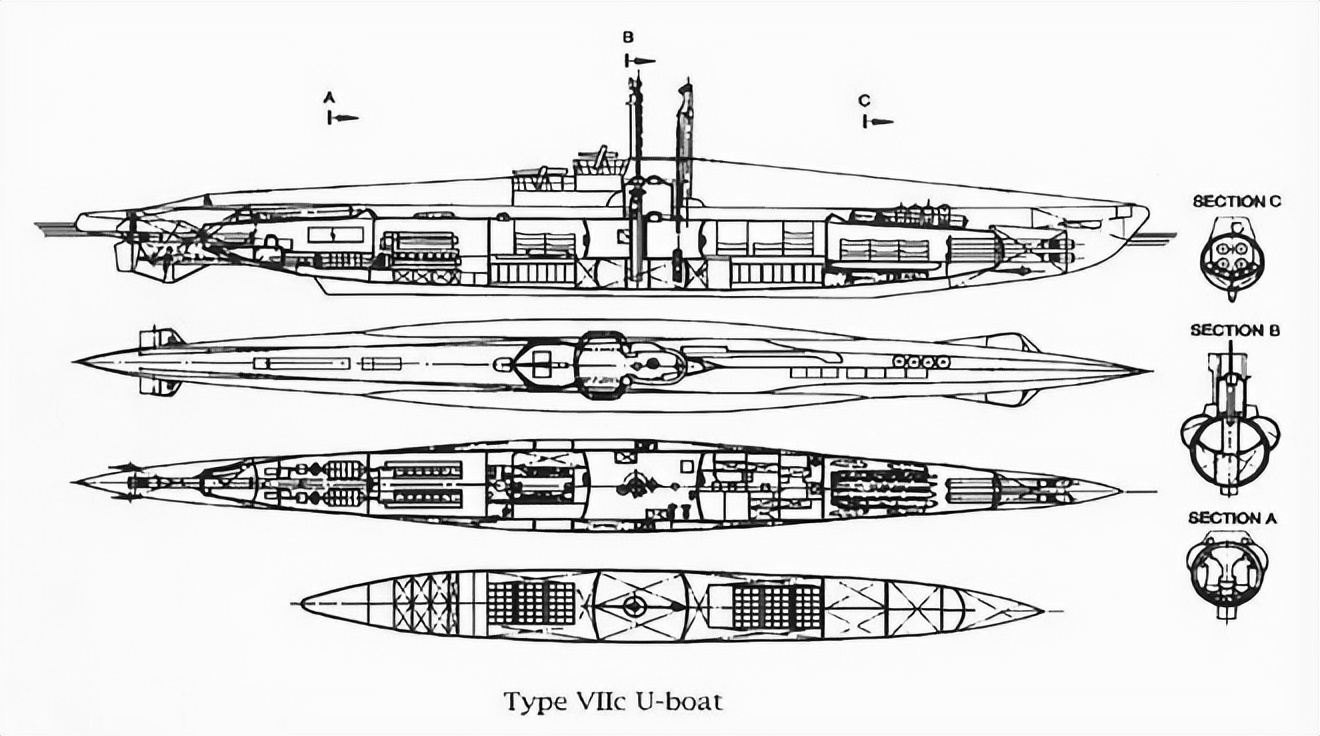
Sơ đồ các mặt cắt một tàu ngầm Type VIIC

Phân lớp VIIC của Tàu ngầm Type VII là một phiên bản VIIB được kéo dài thêm. Chúng có trọng lượng choán nước 769 t (757 tấn Anh) khi nổi và 871 t (857 tấn Anh) khi lặn). Con tàu có chiều dài chung 67,10 m (220 ft 2 in), lớp vỏ trong chịu áp lực dài 50,50 m (165 ft 8 in), mạn tàu rộng 6,20 m (20 ft 4 in), chiều cao 9,60 m (31 ft 6 in) và mớn nước 4,74 m (15 ft 7 in).
Chúng trang bị hai động cơ diesel Germaniawerft F46 siêu tăng áp 6-xy lanh 4 thì, tổng công suất 2.800–3.200 PS (2.100–2.400 kW; 2.800–3.200 bhp), dẫn động hai trục chân vịt đường kính 1,23 m (4,0 ft), cho phép đạt tốc độ tối đa 17,7 kn (32,8 km/h), và tầm hoạt động tối đa 8.500 nmi (15.700 km) khi đi tốc độ đường trường 10 kn (19 km/h). Khi đi ngầm dưới nước, chúng sử dụng hai động cơ/máy phát điện Garbe, Lahmeyer & Co. RP 137/c  tổng công suất 750 PS (550 kW; 740 shp). Tốc độ tối đa khi lặn là 7,6 kn (14,1 km/h), và tầm hoạt động 80 nmi (150 km) ở tốc độ 4 kn (7,4 km/h). Con tàu có khả năng lặn sâu đến 230 m (750 ft).
Vũ khí trang bị có năm ống phóng ngư lôi 53,3 cm (21 in), bao gồm bốn ống trước mũi và một ống phía đuôi, và mang theo tổng cộng 14 quả ngư lôi, hoặc tối đa 22 quả thủy lôi TMA, hoặc 33 quả TMB. Tàu ngầm Type VIIC bố trí một hải pháo 8,8 cm SK C/35 cùng một pháo phòng không 2 cm (0,79 in) trên boong tàu. Thủy thủ đoàn bao gồm 4 sĩ quan và 40-56 thủy thủ.

### Chế tạo
U-604 được đặt hàng vào ngày 22 tháng 5, 1940, và được đặt lườn tại xưởng tàu của hãng Blohm & Voss ở Hamburg vào ngày 27 tháng 2, 1941. Nó được hạ thủy vào ngày 16 tháng 11, 1941, và nhập biên chế cùng Hải quân Đức Quốc Xã vào ngày 8 tháng 1, 1942 dưới quyền chỉ huy của Hạm trưởng, Đại úy Hải quân Horst Höltring.

## Lịch sử hoạt động

### 1942
Sau khi hoàn tất việc huấn luyện trong thành phần Chi hạm đội U-boat 5, U-604 được điều sang Chi hạm đội U-boat 9 từ ngày 1 tháng 8, 1942 để hoạt động trên tuyến đầu cho đến khi bị mất.

#### Chuyến tuần tra thứ nhất
U-604 khởi hành từ cảng Kiel, Đức vào ngày 4 tháng 8 cho chuyến tuần tra đầu tiên trong chiến tranh. Nó tiến ra Bắc Hải, rồi băng qua khe GI-UK giữa quần đảo Faroe và Iceland để vòng qua quần đảo Anh và hoạt động tại vùng biển Bắc Đại Tây Dương về phía Tây Ireland (Khu vực Tiếp cận phía Tây). Tại đây vào ngày 24 tháng 8, nó phát hiện và truy đuổi một mục tiêu trong hơn 12 giờ, trước khi có thể phóng ngư lôi đánh chìm chiếc tàu buôn Hà Lan Abbekerk 7.906 GRT vào ngày hôm sau. Chiếc tàu ngầm kết thúc chuyến tuần tra và đi đến căn cứ Brest bên bờ Đại Tây Dương của Pháp đã bị Đức chiếm đóng, đến nơi vào ngày 8 tháng 9. Brest trở thành căn cứ hoạt động chính của chiếc tàu ngầm cho đến khi nó bị mất.

### 1943

#### Chuyến tuần tra thứ sáu – Bị mất
U-604 xuất phát từ căn cứ Brest vào ngày 24 tháng 6 cho chuyến tuần tra thứ sáu, cũng là chuyến cuối cùng, và đã hướng xuống phía Nam để hoạt động dọc bờ biển Nam Mỹ. Tại đây vào ngày 30 tháng 7, nó bị một máy bay ném bom Lockheed Ventura thuộc Liên đội VB-129 Hải quân Hoa Kỳ (USN) tấn công ngoài khơi bờ biển Brazil, khiến hai người thiệt mạng và con tàu bị hư hại nặng. Sang ngày 3 tháng 8, nó bị một máy bay ném bom B-24 Liberator thuộc Liên đội VB-107 USN tấn công, nhưng chiếc máy bay đã bị tàu ngầm U-185 tháp tùng bắn rơi. Ngay sau đó, hai tàu khu trục Hoa Kỳ tiếp tục thả mìn sâu, nhưng U-604 một lần nữa chạy thoát.
Tuy nhiên những hư hại mà U-604 chịu đựng qua các đợt tấn công không thể sửa chữa tại chỗ và không cho phép nó quay về căn cứ an toàn. Vì vậy chiếc U-boat bị thủy thủ đoàn tự đánh đắm vào ngày 11 tháng 8 tại tọa độ 04°30′N 21°20′T / 4,5°N 21,333°Tở,  vị trí về phía Tây Bắc đảo Ascension. Số thành viên thủy thủ đoàn còn lại đượ tàu ngầm U-185 cứu vớt và đưa trở về căn cứ.

### "Bầy sói" tham gia
U-604 từng tham gia năm bầy sói:
- Vorwärts (25 tháng 8 – 1 tháng 9, 1942)
- Streitaxt (20 – 31 tháng 10, 1942)
- Draufgänger (1 – 11 tháng 12, 1942)
- Ungestüm (11 – 22 tháng 12, 1942)
- Knappen (19 – 25 tháng 2, 1943)

### Tóm tắt chiến công
U-604 đã đánh chìm được sáu tàu buôn tổng tải trọng 39.891 GRT:
| Ngày              | Tên tàu          | Quốc tịch      | Tải trọng | Số phận      |
| ----------------- | ---------------- | -------------- | --------- | ------------ |
| 25 tháng 8, 1942  | Abbekerk         | Netherlands    | 7.906     | Bị đánh chìm |
| 27 tháng 10, 1942 | Anglo Maersk     | United Kingdom | 7.705     | Bị đánh chìm |
| 30 tháng 10, 1942 | Président Doumer | United Kingdom | 11.898    | Bị đánh chìm |
| 30 tháng 10, 1942 | Baron Vernon     | United Kingdom | 3.642     | Bị đánh chìm |
| 2 tháng 12, 1942  | Coamo            | United States  | 7.057     | Bị đánh chìm |
| 23 tháng 2, 1943  | Stockport        | United Kingdom | 1.683     | Bị đánh chìm |